# Astrobotanica

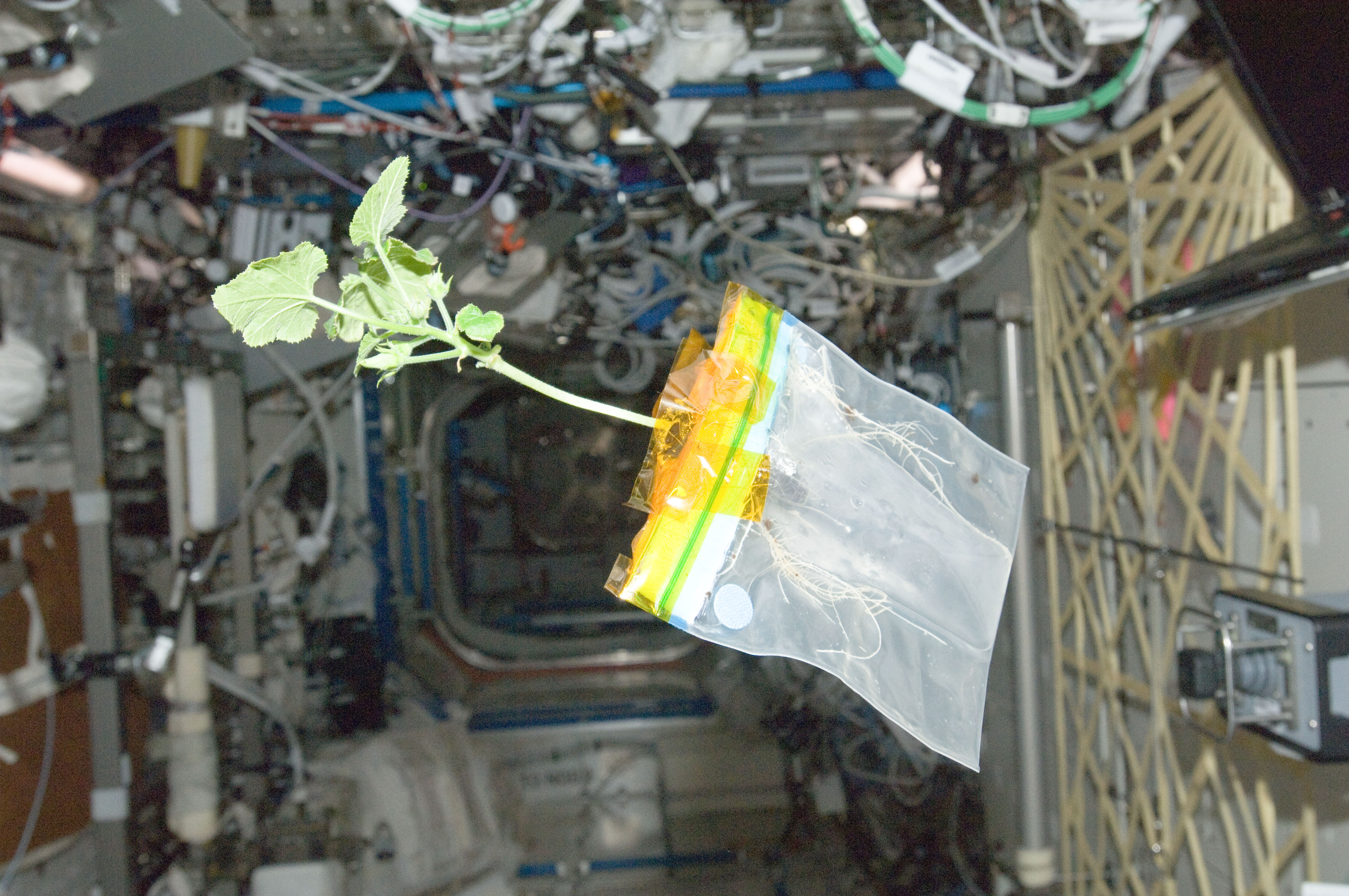
Una zucchina coltivata sulla Stazione spaziale internazionale.

L'astrobotanica è una sottodisciplina applicata della botanica ovvero lo studio delle piante in ambienti spaziali. È un ramo dell'astrobiologia e della botanica.
È stato oggetto di studio la possibilità di coltivare piante in specifici giardini spaziali in un ambiente controllato in assenza di peso ma pressurizzato. Nel contesto del volo spaziale umano, possono essere consumate come cibo e/o fornire un'atmosfera rigenerante. Le piante possono metabolizzare l'anidride carbonica nell'aria per produrre ossigeno prezioso e possono aiutare a controllare l'umidità della cabina. Coltivare piante nello spazio può fornire un beneficio psicologico agli equipaggi nello spazio.
La prima sfida nella coltivazione di piante nello spazio consiste nel far crescere le piante in condizioni di micro gravità. Questo comporta difficoltà per quanto riguarda gli effetti della gravità sullo sviluppo delle radici, la fornitura di tipi di illuminazione appropriati e altre sfide. In particolare, l'apporto di nutrienti alle radici e i cicli biogeochimici dei nutrienti e le interazioni microbiologiche nei substrati a base di suolo sono particolarmente complessi, ma è stato dimostrato essere possibile praticare l'agricoltura spaziale in condizioni di ipo e microgravità.
La NASA ha in programma di far crescere piante nello spazio come nutrimento per gli astronauti e per gli effetti psicologici nelle missioni a lungo termine.

## Vegetazione extraterrestre

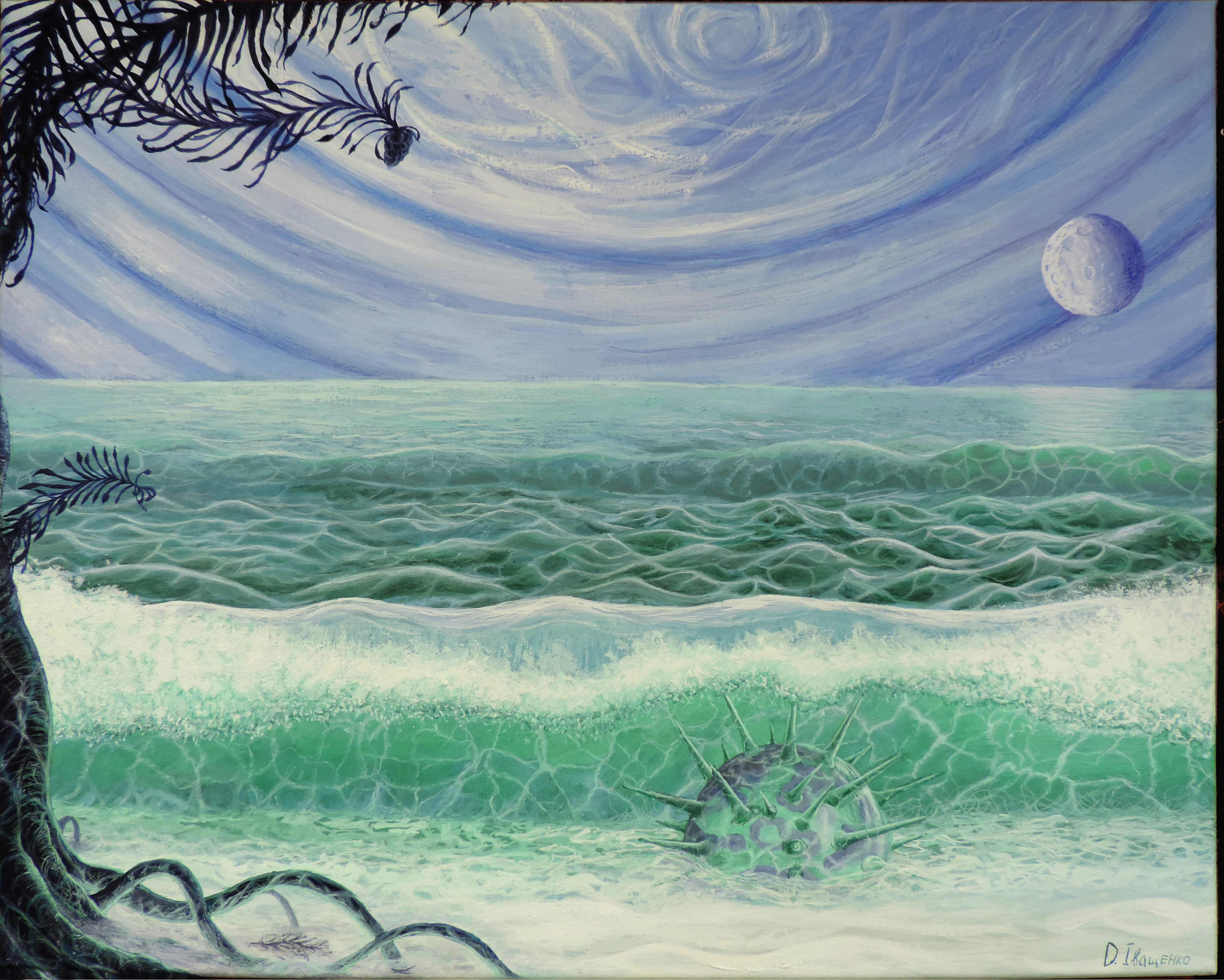
L'astrobotanica è stata oggetto di indagine sull'idea che la vita vegetale aliena possa esistere su altri pianeti. Qui un artista ha immaginato piante aliene sulle rive di un esomare di una esoluna.

La ricerca di vegetazione su altri pianeti è iniziata con Gavriil Tikhov, che ha cercato di rilevare la vegetazione extraterrestre analizzando le lunghezze d'onda della luce riflessa di un pianeta, o la luce cirenea. I pigmenti fotosintetici, come le clorofille sulla Terra, riflettono gli spettri di luce che raggiungono i 700-750 nm. Questo picco pronunciato è indicato come "bordo rosso della vegetazione". Si pensava che l'osservazione di questo picco in un rilevamento della luminosità di un pianeta avrebbe segnalato una superficie coperta di vegetazione verde. La ricerca di vegetazione extraterrestre è stata superata dalla ricerca di vita microbica su altri pianeti o da modelli matematici per prevedere la vitalità della vita sugli esopianeti.

## Coltivazione di piante nello spazio
Lo studio del comportamento delle piante nell'ambiente spaziale è un altro argomento di ricerca in astrobotanica. Nello spazio, le piante incontrano stress ambientali specifici che non si trovano sulla Terra, tra cui microgravità, radiazioni ionizzanti e stress ossidativo. Gli esperimenti hanno dimostrato che questi fattori di stress causano alterazioni genetiche nelle fasi di metabolismo delle piante. I cambiamenti nell'espressione genetica hanno dimostrato che le piante rispondono a livello molecolare ad un ambiente spaziale. La ricerca astrobotanica è impiegata per affrontare la sfida di creare sistemi di supporto vitale sia nello spazio sia su altri pianeti, principalmente su Marte.

## Storia
Lo scienziato russo Konstantin Tsiolkovsky è stato uno dei primi a ragionare sull'uso della vita fotosintetica come risorsa nei sistemi di coltivazione spaziale. La questione della coltivazione delle piante nello spazio è in circolazione dall'inizio del XX secolo. Il termine astrobotanica fu usato per la prima volta nel 1945 dall'astronomo russo e pioniere dell'astrobiologia Gavriil Adrianovich Tikhov. Tikhov è considerato il padre dell'astrobotanica. La ricerca è stata condotta sia con piante terrestri in crescita in ambienti spaziali, sia cercando la vita botanica su altri pianeti.

### Semi
I primi organismi nello spazio sono stati "ceppi speciali di semi" lanciati a 134 chilometri (83 mi) il 9 luglio 1946 su un razzo V-2 partito dagli Stati Uniti e non vennero recuperati. I primi semi lanciati nello spazio e recuperati con successo sono stati i semi di mais lanciati il 30 luglio 1946. Seguirono di lì a poco secale e cotone. Questi primi esperimenti biologici suborbitali furono gestiti dall'Università di Harvard e dal Naval Research Laboratory e riguardavano l'esposizione alle radiazioni sui tessuti viventi. Nel 1971, 500 semi di albero (Pino, sicomoro, Liquidambar, Redwood, e Pseudotsuga menziesii) sono stati fatti volare intorno alla Luna sull'Apollo 14. Questi semi sono poi stati piantati sulla Terra dove non sono stati rilevati cambiamenti.

### Piante

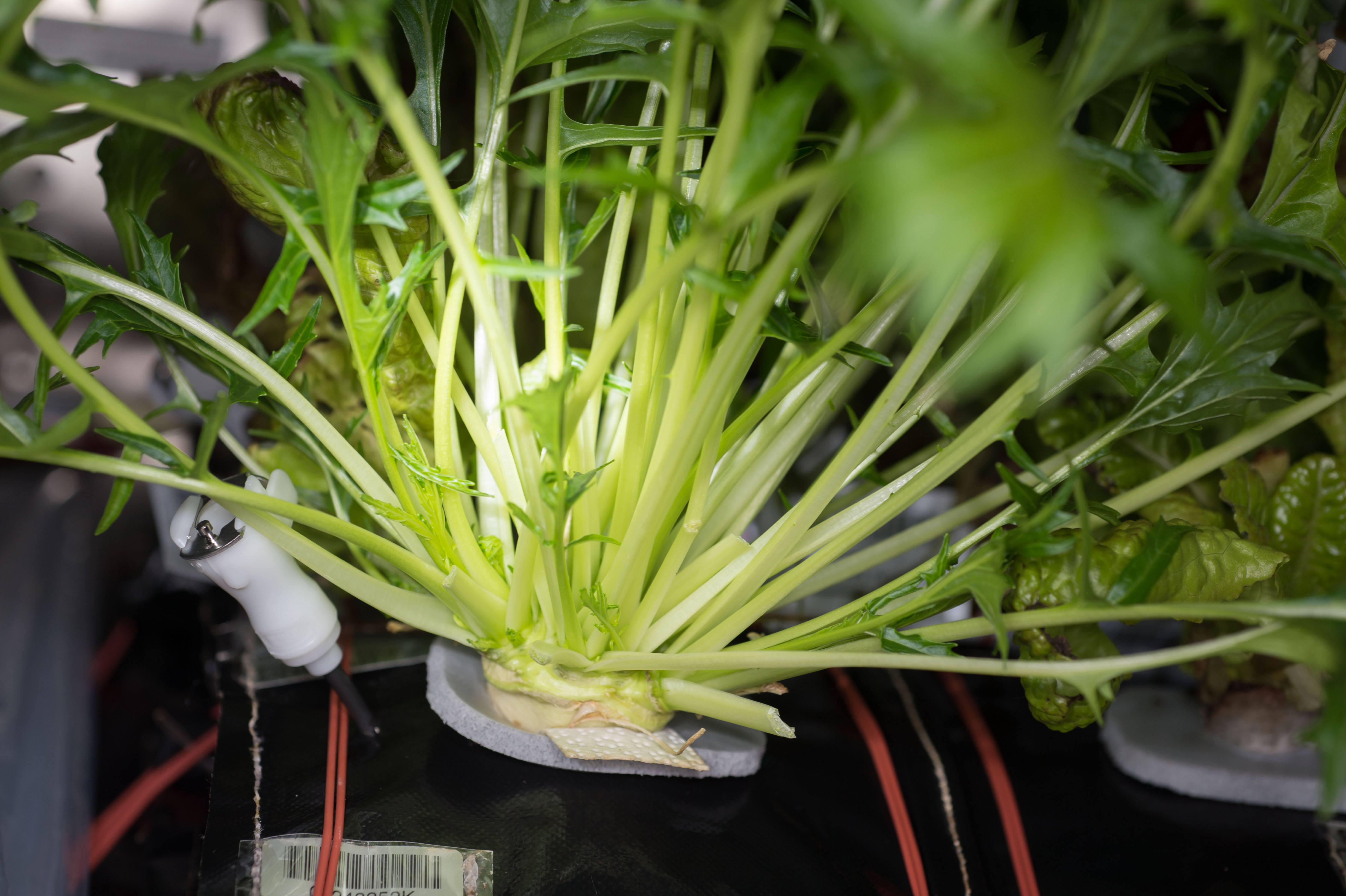
La lattuga a base di rucola Mizuna.

Nel 1982, l'equipaggio della stazione spaziale sovietica Salyut 7 condusse un esperimento, preparato da scienziati lituani (Alfonsas Merkys e altri), e ha coltivato alcune piante di Arabidopsis utilizzando il Fiton-3, una microserra sperimentale, diventando così le prime piante a fiorire e produrre semi nello spazio. Un esperimento Skylab ha studiato gli effetti della gravità e della luce sulle piante di riso. La "Serra spaziale" SVET-2, a bordo della stazione spaziale Mir, ha raggiunto con successo la crescita da seme a seme nel 1997. Bion 5 portava la carota e Bion 7 portava il mais.
Dopo la Mir, la ricerca sulle piante è proseguita sulla Stazione spaziale internazionale. Sulla ISS Expedition 4 è stato utilizzato infatti il Sistema di Produzione di Biomassa (Biomass Production System). Il sistema di produzione vegetale (Veggie) è stato introdotto successivamente a bordo della ISS. Le piante testate col Veggie prima di andare nello spazio includevano lattuga, bietole, ravanelli, cavoli cinesi e piselli. La lattuga romana rossa è stata coltivata nello spazio durante la Expedition 40, che è stata raccolta a maturazione, congelata e testata sulla Terra. Il 10 agosto 2015 i membri della Expedition 44 sono diventati i primi astronauti americani a mangiare le piante coltivate nello spazio, quando è stata raccolta la loro coltivazione di Romaina rossa. I cosmonauti russi invece, dal 2003, mangiano metà del loro raccolto, mentre l'altra metà è destinata a ricerche scientifiche. Nel 2012, sotto la cura dell'astronauta della NASA Donald Pettit, è fiorito un girasole, nel gennaio 2016, gli astronauti americani hanno annunciato la fioritura di una zinnia.
Nel 2018 è stato testato l'esperimento Veggie-3 con cuscini e stuoie per radici. Uno degli obiettivi è coltivare cibo per il consumo dell'equipaggio. I raccolti testati includono cavoli, lattuga e mizuna.

### Piante terrestri cresciute nello spazio

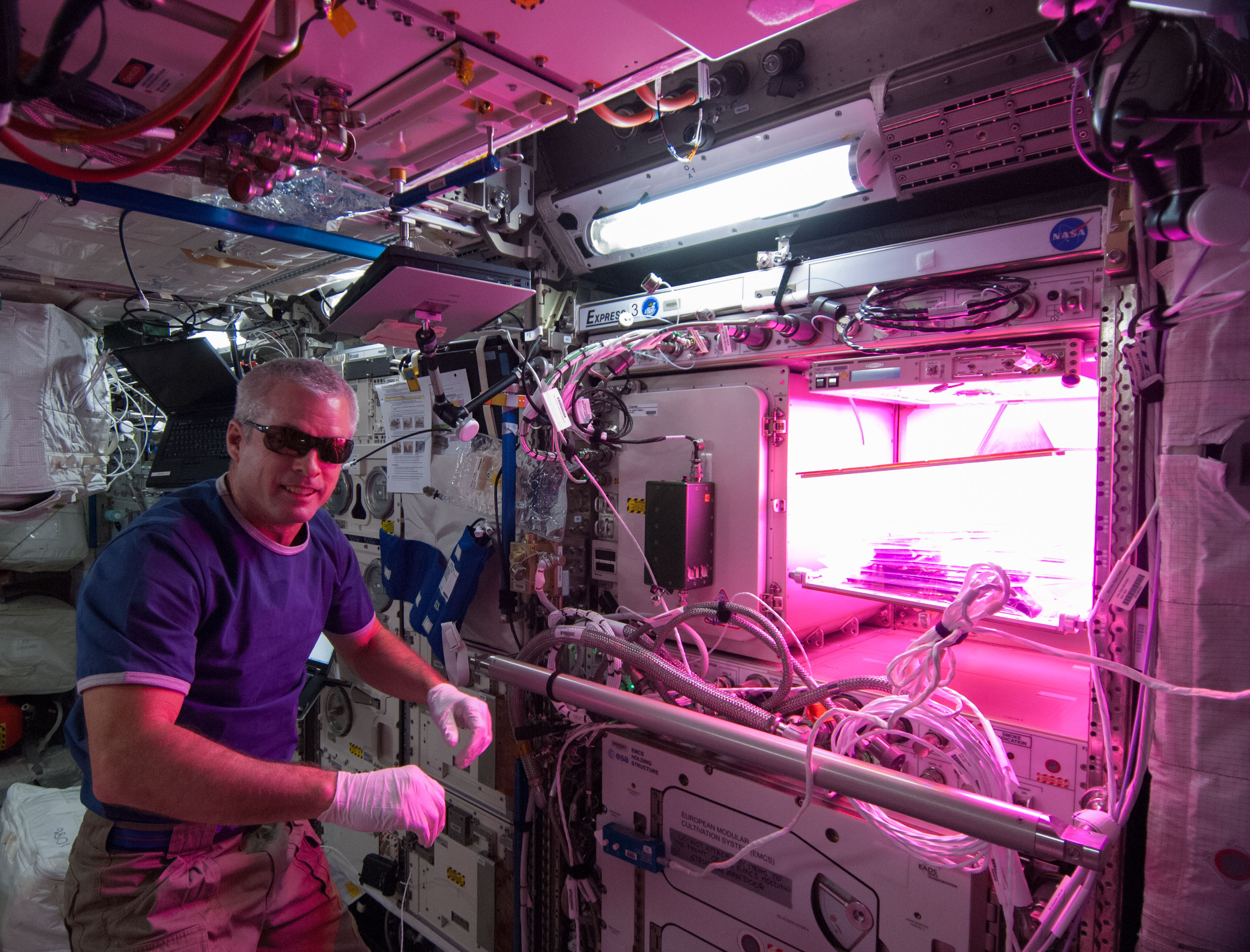
Cultivar "Outredgeous" di lattuga rossa coltivata a bordo della Stazione Spaziale Internazionale.

Le piante che sono state coltivate nello spazio includono:
- Arabidopsis (Thale cress)[28][29]
- Bok choy (Tokyo Bekana) (cavolo cinese)[30]
- Tulipani[29]
- Kalanchoe[29]
- Lino[29]
- Cipolle, piselli, ravanelli, lattuga, grano, aglio, cetrioli, prezzemolo, patate e aneto[29]
- Basilico alla cannella[31]
- Cavolo[32]
- Zinnia hybrida ("Profusione" var. )[33]
- Lattuga romana rossa ("Outredgeous" var. )[34]
- Girasole[35]
- Ceratopteris richardii[36]
- Brachypodium distachyon[37]

Alcune piante, come il tabacco e la gloria mattutina, non sono state coltivate direttamente nello spazio, ma sono state sottoposte ad ambienti spaziali e poi germogliate e coltivate sulla Terra.

### Piante per il supporto vitale nello spazio

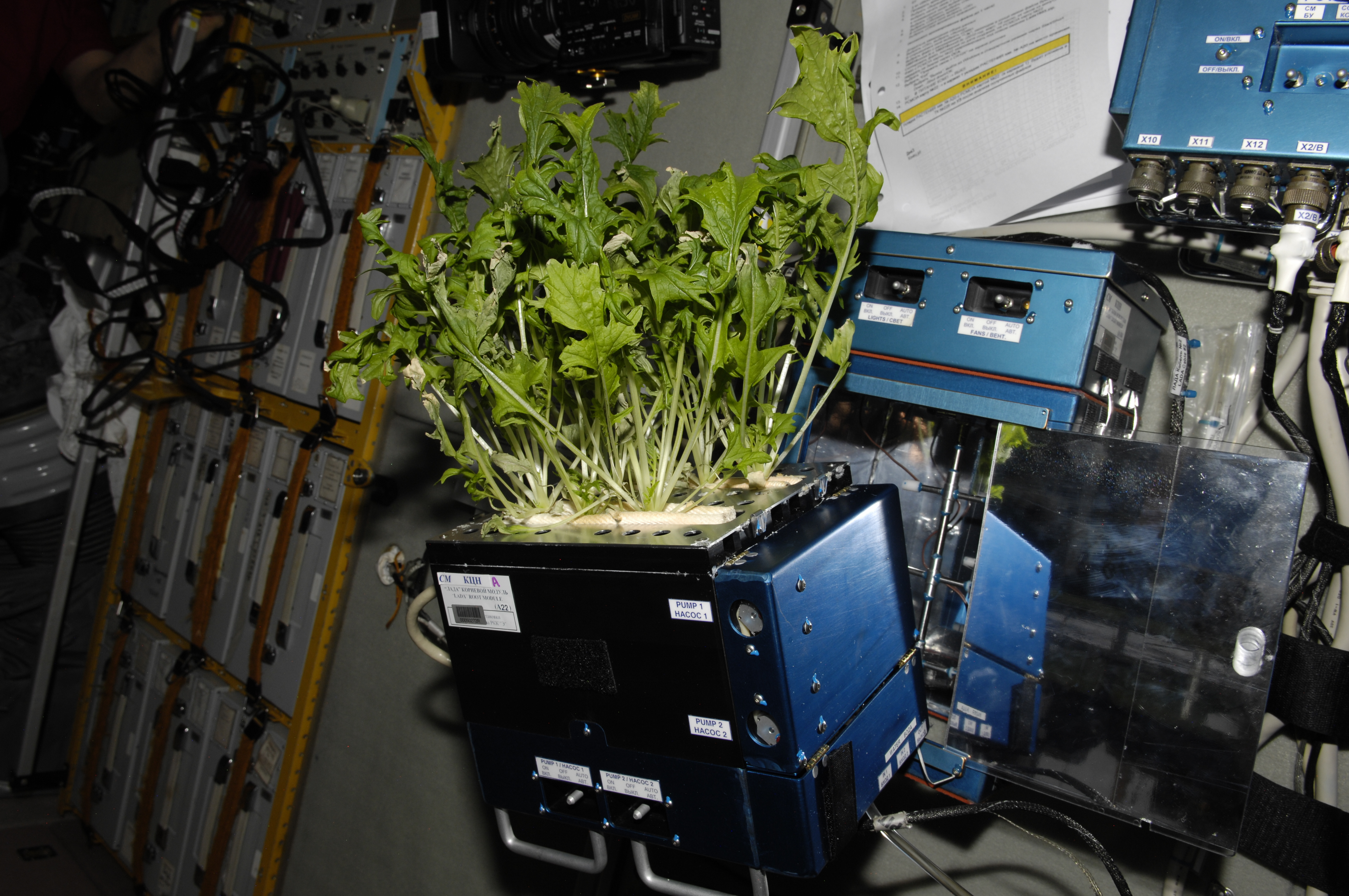
La lattuga viene coltivata e raccolta nella Stazione Spaziale Internazionale prima di essere congelata e riportata sulla Terra.

Le alghe sono state i primi vegetali candidati per i sistemi di supporto vitale umano. Le prime ricerche degli anni '50 e '60 hanno riguardato Chlorella spp., Anacystis spp., Synechocystis spp., Scenedesmus spp., Synechococcus spp. e Spirulina  per studiare come gli organismi fotosintetici potrebbero essere utilizzati per il ciclo di O2 e CO2 in sistemi chiusi. Le ricerche successive attraverso il programma BIOS della Russia e il programma CELSS degli Stati Uniti hanno studiato l'utilizzo di piante più alte per svolgere il ruolo di regolatori atmosferici, riciclatori di rifiuti e cibo a sostegno delle missioni. I raccolti più generalmente studiati includono colture ricche di amido come grano, patate e riso; colture ricche di proteine come soia, arachidi e fagioli comuni, assieme a una serie di altre colture che migliorano la nutrizione come lattuga, fragola e cavolo. I test per le condizioni ottimali di crescita in sistemi chiusi hanno implicato una ricerca sia sui parametri ambientali necessari per particolari colture (come i diversi periodi di luce per le colture a breve e a lunga giornata) sia sulle varietà più adatte alla produzione di sistemi di supporto vitale.
I test sulle piante per i sistemi di supporto alla vita umana nello spazio sono relativamente pochi rispetto a test simili eseguiti sulla Terra. I primi test sui sistemi di supporto vitale eseguiti nello spazio hanno incluso esperimenti di scambio gassoso con grano, patate e piante acquatiche (Spirodela polyrhiza). Progetti su piccola scala, a volte indicati come "macchine per insalata", sono stati utilizzati per fornire prodotti freschi agli astronauti come integratori alimentari. Studi futuri sono stati pianificati per studiare gli effetti delle piante sul benessere mentale dell'uomo in ambienti confinati.
Ricerche più recenti si sono concentrate sull'estrapolazione di questi sistemi di supporto vitale ad altri pianeti, principalmente basi marziane. I sistemi chiusi di interblocco denominati "biosfere modulari" sono stati prototipati per sostentare sulla superficie marziana equipaggi da quattro a cinque membri. Questi accampamenti sono concepiti come serre e basi gonfiabili. Si prevede di utilizzare il suolo marziano per il substrato di crescita e il trattamento delle acque reflue, e varietà vegetali sviluppate specificamente per la vita extraplanetaria. Inoltre è stata discussa la possibilità di utilizzare la luna marziana Fobos come riserva idrica, potenzialmente estraendo acqua congelata e anidride carbonica dalla superficie ed eventualmente utilizzando crateri cavi come camere di crescita autonome che possono fornire raccolti durante le missioni minerarie.

## Ricerca sulle piante
Questo tipo di ricerca ha fornito informazioni utili ad altri settori della botanica e dell'orticoltura. Ampie ricerche sui sistemi idroponici sono state messe in campo con successo dalla NASA sia nei programmi CELSS e ALS, così come gli effetti dell'aumento del fotoperiodo e dell'intensità luminosa per varie specie vegetali. La ricerca ha permesso inoltre di ottimizzare le rese al di là di quanto ottenuto in precedenza dai sistemi di coltivazione in serra. Lo studio intensivo dello scambio di gas e delle concentrazioni volatili delle piante in sistemi chiusi ha portato ad una maggiore comprensione della risposta delle piante a livelli estremi di gas come l'anidride carbonica e l'etilene. L'uso della tecnologia LED nei sistemi chiusi di supporto alla vita ha anche portato ad un maggiore uso dei LED nelle operazioni di coltivazione in serra.

## Esperimenti

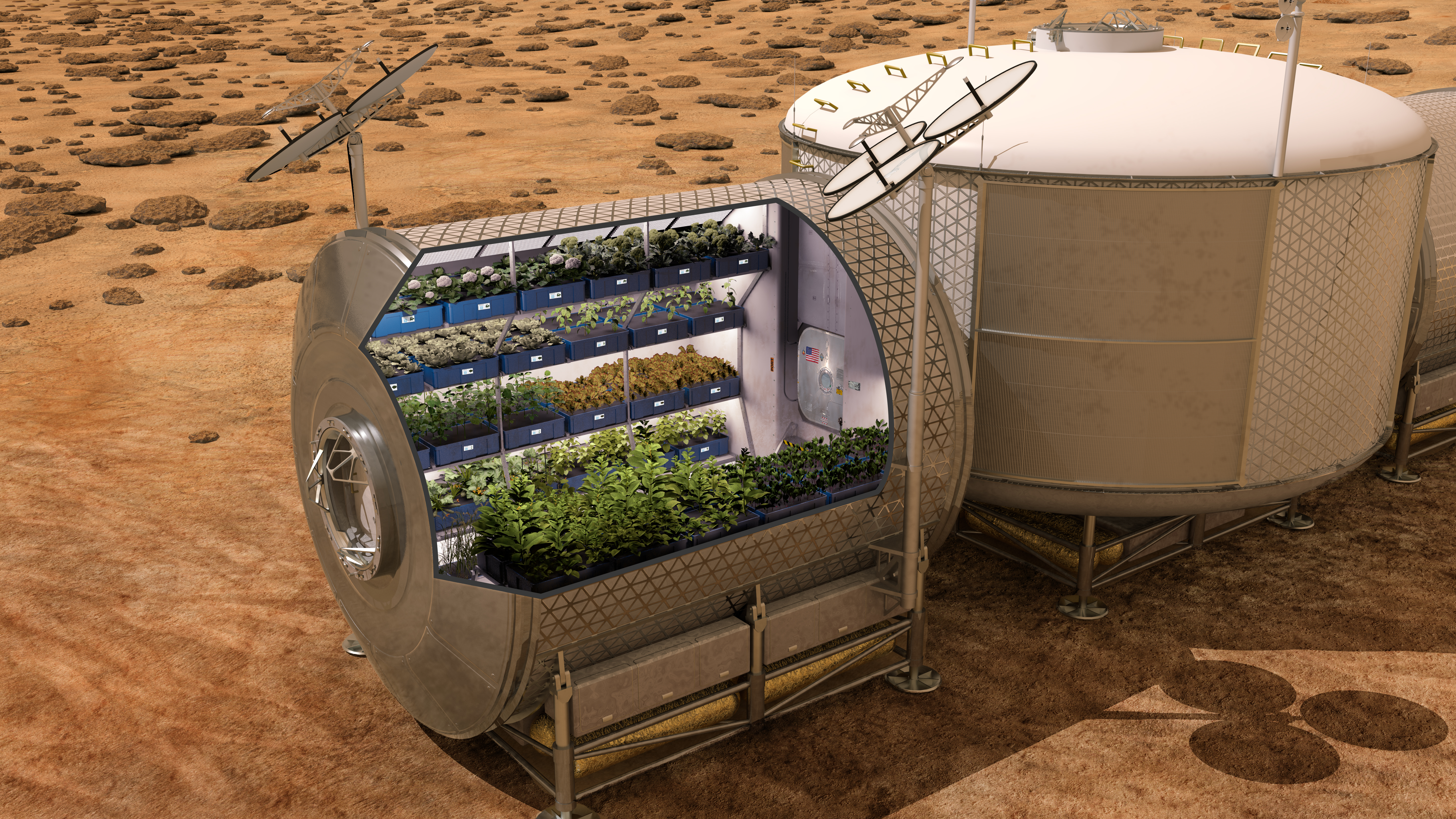
Illustrazione di piante che crescono in un'ipotetica base di Marte.

Tra gli esperimenti che riguardano la botanica ci sono:
- I satelliti Bion.
- Il Sistema di produzione di biomassa, a bordo della ISS.
- Il Vegetable Production System (Veggie), a bordo della ISS.[46]
- Lo SVET.[3]
- Lo SVET-2, a bordo del Mir.[3]
- Lo ADVASC.
- Il TAGES, a bordo dell'ISS.[47]
- Il fototropismo della crescita/pianta, a bordo di Skylab.[19]
- L'unità di crescita delle piante Oasis.[48]
- La segnalazione di piante ( STS-135 ).[49]
- L'esperimento di crescita delle piante ( STS-95 ).[50]
- Lo studio della NASA sull'aria pulita.
- L'ECOSTRESS, 2018.[51][52]

## Risultati degli esperimenti

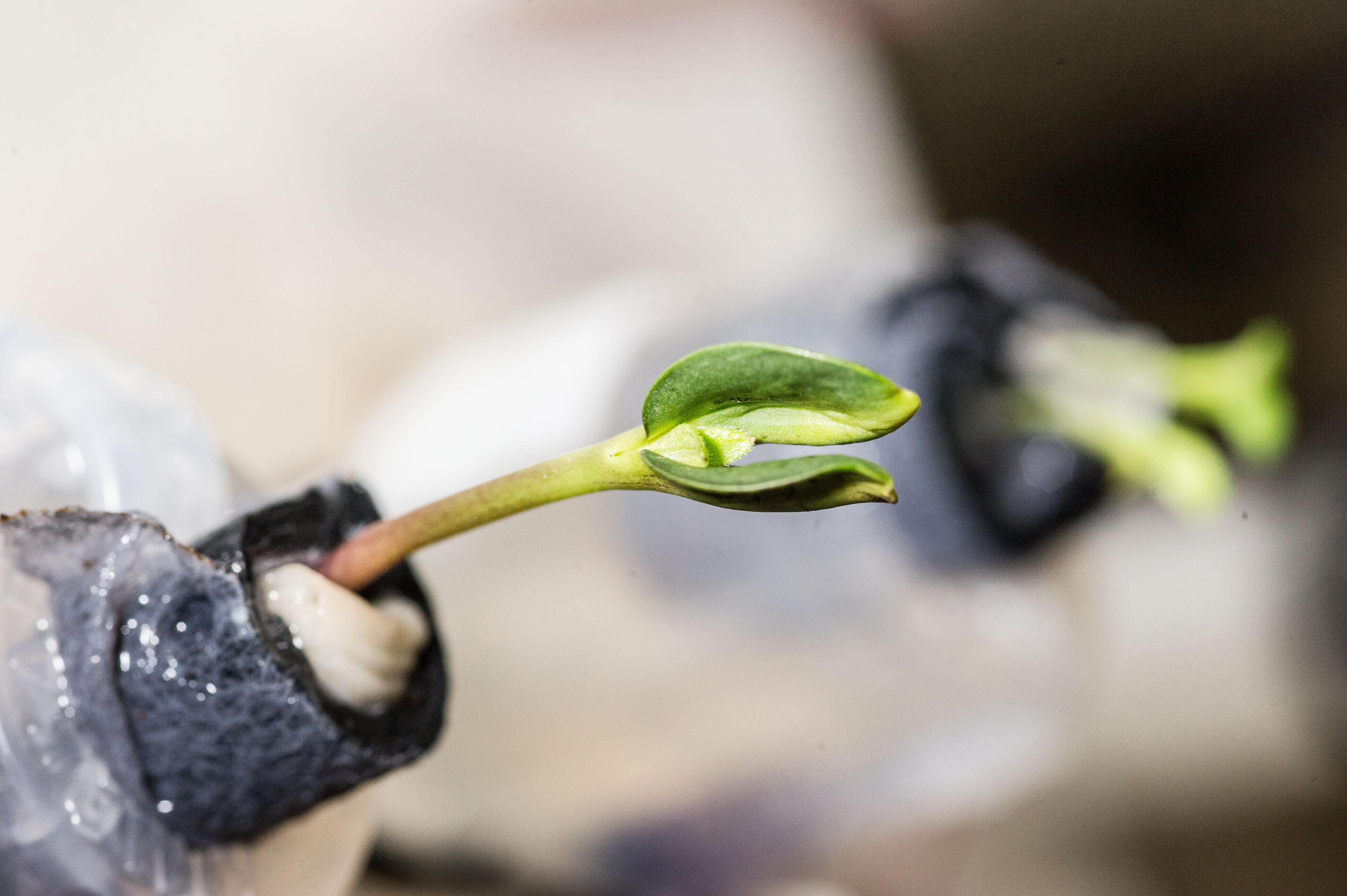
Una giovane pianta di girasole a bordo della ISS.

Diversi esperimenti sono stati incentrati su come la crescita e la distribuzione delle piante si raffronta in condizioni spaziali di microgravità, rispetto alle condizioni sulla Terra. Questo permette agli scienziati di valutare se alcuni modelli di crescita delle piante sono innati o guidati dall'ambiente. Per esempio nel 1983, Allan H. Brown ha esaminato i movimenti delle piantine a bordo dello Space Shuttle Columbia rilevando movimenti delle piantine di girasole durante l'orbita. Ha notato che le piantine hanno continuato a percepire la crescita rotazionale e la circonnazione nonostante la mancanza di gravità, mostrando che questi comportamenti sono intrinseci.
Altri esperimenti hanno dimostrato che le piante hanno la capacità di mostrare gravitropismo, anche in condizioni di bassa gravità. Per esempio, il sistema di coltivazione modulare dell'ESA permette di sperimentare la crescita delle piante; agendo come una serra in miniatura, gli scienziati a bordo della Stazione spaziale internazionale possono studiare come le piante reagiscono in condizioni di gravità variabile. L'esperimento Gravi-1 (2008) ha utilizzato l'EMCS per studiare la crescita delle piantine di lenticchie e il movimento dell'amiloplasto sulle filiere dipendenti dal calcio. I risultati di questo esperimento hanno dimostrato che le piante erano in grado di percepire la direzione di gravità anche a livelli molto bassi. Un esperimento successivo con l'EMCS ha messo 768 piantine di lenticchie in una centrifuga per stimolare vari cambiamenti gravitazionali; questo esperimento, Gravi-2 (2014), ha dimostrato che le piante cambiano il segnale di calcio verso la crescita delle radici mentre sono coltivate in diversi livelli di gravità.
Molti degli esperimenti hanno un approccio più generalizzato nell'osservare i modelli globali di crescita delle piante in contrapposizione ad uno specifico comportamento di crescita. Uno di questi esperimenti dell'Agenzia Spaziale Canadese, per esempio, ha scoperto che le piantine di abete bianco crescono in modo diverso nell'ambiente spaziale in assenza di gravità rispetto a quanto avviene sulla Terra; le piantine nello spazio mostrano una maggiore crescita dei germogli e degli aghi, ed inoltre presentano anche una distribuzione casuale dell'amiloplasto rispetto a quella terrestre.

## Nella cultura di massa
L'astrobotanica ha avuto diversi riconoscimenti nella letteratura fantascientifica e nel cinema.
- Il libro e il film The Martian di Andy Weir sottolinea l'eroica sopravvivenza del botanico Mark Watney, che usa il suo background orticulturale per coltivare patate mentre si trova intrappolato su Marte.[61]
- Il film Avatar presenta un esobiologo, la dottoressa Grace Augustine, che ha scritto il primo testo astrobotanico sulla flora di Pandora.[62]
- Proteus Unbound di Charles Sheffield menziona l'uso di alghe sospese in un gigantesco "pianeta" cavo come biocarburante, creando un sistema energetico chiuso.[63]
- Nel film Silent Running è implicito che, in futuro, tutta la vita vegetale sulla Terra si sia estinta. Il maggior numero possibile di specie è stato conservato in una serie di enormi cupole geodetiche simili a serre, collegate a una grande astronave chiamata "Valley Forge", che fa parte di una flotta di navi spaziali dell'American Airlines, appena fuori dall'orbita di Saturno. Il film è memorabile sia per il design del veicolo spaziale che per i tre robot, Huey, Dewey e Louie . IMDb Silent Running (1972) è stato recensito con un voto di 6.7/10 e afferma che il suo budget era solo di 1 milione di dollari.

## Voci correlate

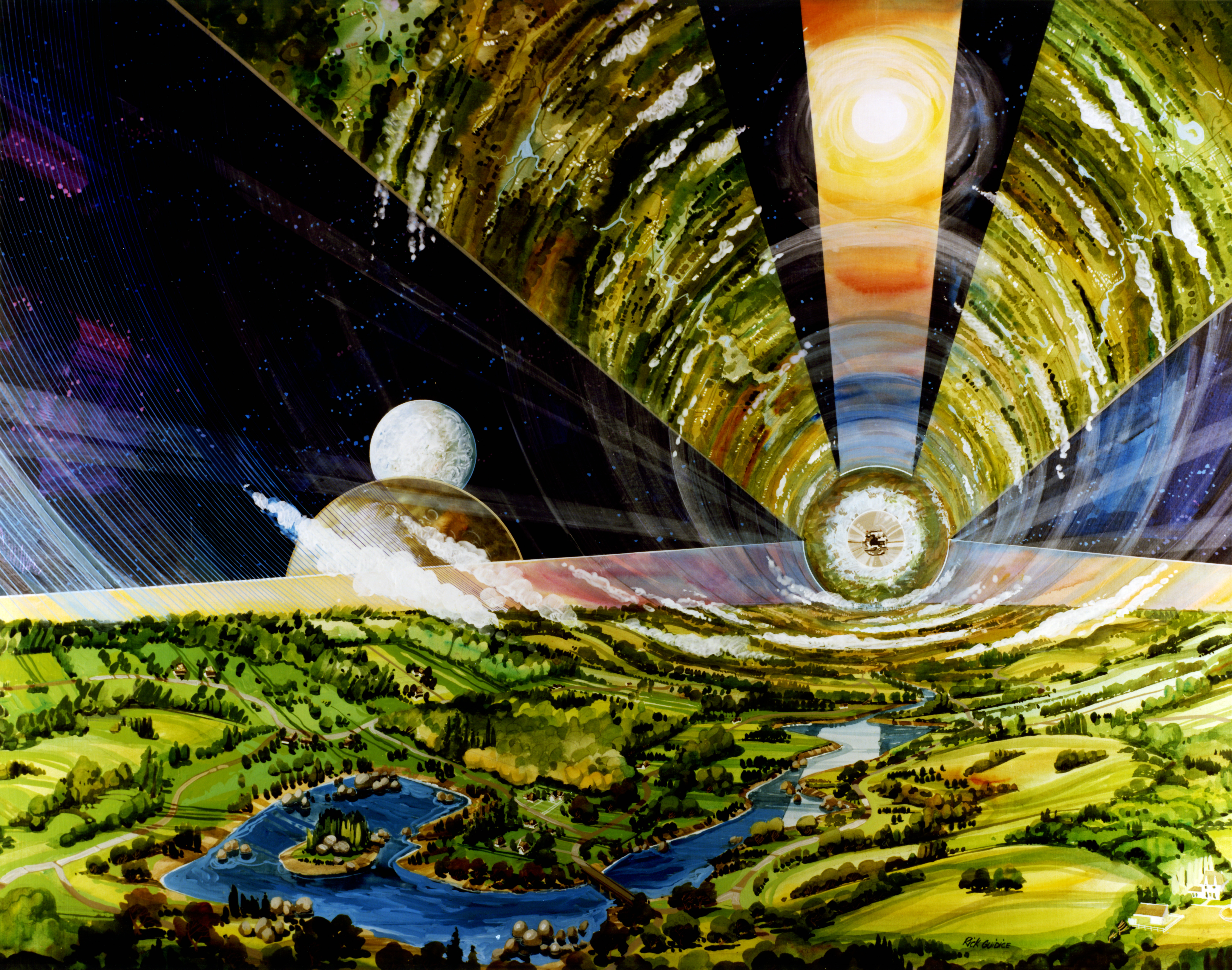
Vista interna di un habitat spaziale cilindrico O'Neill, che mostra alternanza di strisce di terra e finestre.